# Димитар Кутровський
Димитар Кутровський (нар. 27 серпня 1987) — колишній болгарський тенісист.
Найвищу одиночну позицію світового рейтингу — 293 місце досяг 18 травня 2015, парну — 234 місце — 10 серпня 2015 року.
Завершив кар'єру 2016 року.

## Рейтинг на кінець року
| Рік              | 2005 | 2006 | 2007 | 2008 | 2009 | 2010 | 2011 | 2012 | 2013 | 2014 | 2015 |
| Одиночний розряд | 1231 | 1045 | 1479 | 1572 | 828  | 566  | 519  | 714  | 485  | 360  | 317  |
| Парний розряд    | -    | 1476 | -    | -    | -    | 598  | 744  | -    | 1487 | 401  | 342  |

## Фінали челленджерів і ф'ючерсів

### Одиночний розряд: 11 (2–9)
| Легенда (одиночний розряд) |
| -------------------------- |
| Тур ATP Челленджер (0–0)   |
| ITF Ф'ючерс (2–9)          |

| Титули за покриттям |
| ------------------- |
| Тверде (2–7)        |
| Ґрунт (0–2)         |
| Трава (0–0)         |
| Килим (0–0)         |

| Результат | В-П | Дата     | Турнір                    | Рівень  | Покриття   | Суперник         | Рахунок            |
| --------- | --- | -------- | ------------------------- | ------- | ---------- | ---------------- | ------------------ |
| Поразка   | 0–1 | Жов 2009 | U.S.A. F25, Остін         | Ф'ючерс | Тверде     | Майкл Макклун    | 6–7(5–7), 3–6      |
| Поразка   | 0–2 | Чер 2010 | U.S.A. F13, Луміс         | Ф'ючерс | Тверде     | Майкл Вінус      | 6–7(4–7), 6–1, 3–6 |
| Поразка   | 0–3 | Кві 2011 | U.S.A. F8, Оклахома-Сіті  | Ф'ючерс | Тверде     | Арно-Брюге Даві  | 5–7, 1–6           |
| Перемога  | 1–3 | Січ 2012 | Туреччина F3, Анталія     | Ф'ючерс | Тверде     | Стівен Діес      | 6–3, 6–0           |
| Поразка   | 1–4 | Тра 2013 | Болгарія F2, Варна        | Ф'ючерс | Ґрунт      | Кристиян Месарош | 7–5, 4–6, 2–6      |
| Поразка   | 1–5 | Чер 2013 | Болгарія F5, Стара Загора | Ф'ючерс | Ґрунт      | Роман Єбави      | 5–7, 4–6           |
| Поразка   | 1–6 | Сер 2013 | U.S.A. F21, Декейтер      | Ф'ючерс | Тверде     | Ерік Квіґлі      | 6–7(3–7), 4–6      |
| Поразка   | 1–7 | Сер 2013 | U.S.A. F22, Едвардсвілл   | Ф'ючерс | Тверде     | Джейсон Янґ      | 2–6, 6–7(5–7)      |
| Поразка   | 1–8 | Бер 2014 | Канада F1, Гатіно         | Ф'ючерс | Тверде (i) | Денієл Сметгерст | 2–6, 3–6           |
| Перемога  | 2–8 | Бер 2014 | Канада F2, Шербрук        | Ф'ючерс | Тверде (i) | Едвард Коррі     | 6–3, 4–6, 6–2      |
| Поразка   | 2–9 | Жов 2014 | U.S.A. F28, Мансфілд      | Ф'ючерс | Тверде     | Лієм Броді       | 6–1, 6–7(2–7), 0–6 |

### Парний розряд: 15 (7–8)
| Легенда (парний розряд)  |
| ------------------------ |
| Тур ATP Челленджер (0–0) |
| ITF Ф'ючерс (7–8)        |

| Титули за покриттям |
| ------------------- |
| Тверде (4–5)        |
| Ґрунт (2–2)         |
| Трава (0–0)         |
| Килим (1–1)         |

| Результат | В-П | Дата     | Турнір                      | Рівень  | Покриття  | Партнер           | Суперники                            | Рахунок          |
| --------- | --- | -------- | --------------------------- | ------- | --------- | ----------------- | ------------------------------------ | ---------------- |
| Поразка   | 0–1 | Чер 2010 | U.S.A. F15, Чико            | Ф'ючерс | Тверде    | Джек Сок          | Німа Рошан Рубін Стейтам             | 3–6, 6–0, [8–10] |
| Перемога  | 1–1 | Жов 2010 | U.S.A. F27, Мансфілд        | Ф'ючерс | Тверде    | Джошуа Завала     | Андреа Колларіні Деніс Кудла         | 6–3, 6–2         |
| Перемога  | 2–1 | Лис 2010 | U.S.A. F30, Пенсакола       | Ф'ючерс | Ґрунт     | Джек Сок          | Девін Бріттон Джордан Кокс           | 5–7, 6–2, [10–8] |
| Поразка   | 2–2 | Лис 2010 | U.S.A. F31, Амелія (острів) | Ф'ючерс | Ґрунт     | Джек Сок          | Мислав Хижак Роббі Пул               | 2–6, 6–7(3–7)    |
| Поразка   | 2–3 | Січ 2011 | U.S.A. F3, Вестон           | Ф'ючерс | Ґрунт     | Джек Сок          | Чо Сун Че Кім Хьон Чун               | 3–6, 4–6         |
| Перемога  | 3–3 | Лют 2011 | U.S.A. F4, Палм-Кост        | Ф'ючерс | Ґрунт     | Джек Сок          | Блейк Строуд Ґреґ Уеллетт            | 6–3, 3–6, [10–8] |
| Перемога  | 4–3 | Січ 2014 | Німеччина F1, Швібердінген  | Ф'ючерс | Килим (i) | Якоб Адактуссон   | Блажей Конюш Матеуш Ковальчик        | 6–3, 1–6, [10–6] |
| Поразка   | 4–4 | Січ 2014 | Німеччина F3, Каарст        | Ф'ючерс | Килим (i) | Володимир Ігнатик | Ніколоз Басілашвілі Олександр Бурий  | 6–4, 4–6, [6–10] |
| Поразка   | 4–5 | Сер 2014 | Канада F7, Калгарі          | Ф'ючерс | Тверде    | Денніс Неволо     | Брейден Шнур Джек Маррей             | 4–6, 6–3, [7–10] |
| Перемога  | 5–5 | Сер 2014 | Канада F8, Вінніпег         | Ф'ючерс | Тверде    | Сакет Мінені      | Філіп Бестер Маркус Даніелл          | 7–5, 7–5         |
| Перемога  | 6–5 | Жов 2014 | U.S.A. F27, Х'юстон         | Ф'ючерс | Тверде    | Енріке Кунья      | Джефф Дадамо Еван Кінґ               | 6–4, 6–4         |
| Поразка   | 6–6 | Жов 2014 | U.S.A. F28, Мансфілд        | Ф'ючерс | Тверде    | Енріке Кунья      | Лієм Броді Денис Новіков             | 6–4, 3–6, [7–10] |
| Перемога  | 7–6 | Січ 2015 | U.S.A. F2, Лос-Анджелес     | Ф'ючерс | Тверде    | Денис Новіков     | Фредерік Нільсен Джеймс Класкі       | 4–6, 6–1, [10–4] |
| Поразка   | 7–7 | Січ 2015 | U.S.A. F4, Лонг-Біч         | Ф'ючерс | Тверде    | Денис Новіков     | Ніколас Мейстер Ерік Квіґлі          | 3–6, 2–6         |
| Поразка   | 7–8 | Кві 2015 | U.S.A. F12, Гарлінген       | Ф'ючерс | Тверде    | Філіп Бестер      | Дейтон Бауман Джеремі Гантер Ніколас | 3–6, 6–7(3–7)    |

## Кубок Девіса
2011 року Димитар Кутровський дебютував за збірну Болгарії в Кубку Девіса. Ві виграв 6 і програв 4 матчі в одиночному розряді, виграв 2 і програв 2 - у парному (8–6 загалом).

### Одиночний розряд (6–4)
| Розіграш                         | Раунд | Дата            | Покриття   | Суперник               | W/L | Результат               |
| -------------------------------- | ----- | --------------- | ---------- | ---------------------- | --- | ----------------------- |
| Група II зони Європа/Африка 2011 | R1    | 4 березня 2011  | Тверде (I) | Сергій Бетов           | W   | 7–5, 6–4, 2–6, 7–6(7–2) |
| Група II зони Європа/Африка 2011 | R1    | 6 березня 2011  | Тверде (I) | Володимир Ігнатик      | L   | 6–3, 2–6, 1–6, 4–6      |
| Група II зони Європа/Африка 2011 | RPO   | 8 липня 2011    | Килим (I)  | Філіппос Цангарідіс    | W   | 6–0, 6–2, 6–2           |
| Група II зони Європа/Африка 2011 | RPO   | 10 липня 2011   | Килим (I)  | Маркос Багдатіс        | L   | 3–6, 6–3, 6–7(3–7), 5–7 |
| Група II зони Європа/Африка 2014 | R1    | 31 січня 2014   | Тверде (I) | Мікке Контінен         | W   | 6–4, 6–2, 6–1           |
| Група II зони Європа/Африка 2014 | R1    | 2 лютого 2014   | Тверде (I) | Яркко Ніємінен         | L   | 6–4, 1–6, 6–2, 4–6, 3–6 |
| Група II зони Європа/Африка 2014 | RPO   | 4 квітня 2014   | Ґрунт      | Теодорос Ангелінос     | W   | 6–4, 6–3, 1–6, 6–3      |
| Група II зони Європа/Африка 2014 | RPO   | 6 квітня 2014   | Ґрунт      | Харалампос Капогіанніс | W   | 5–7, 6–0, 6–1           |
| Група II зони Європа/Африка 2015 | R2    | 19 липня 2015   | Ґрунт      | Уґо Настасі            | W   | 6–4, 6–2                |
| Група II зони Європа/Африка 2015 | PPO   | 18 вересня 2015 | Ґрунт      | Петер Надь             | L   | 4–6, 0–6, 3–6           |

### Парний розряд (2–2)
| Розіграш                         | Раунд | Дата          | Партнер           | Покриття   | Суперники                                         | W/L | Результат               |
| -------------------------------- | ----- | ------------- | ----------------- | ---------- | ------------------------------------------------- | --- | ----------------------- |
| Група II зони Європа/Африка 2011 | RPO   | 9 липня 2011  | Тодор Енев        | Килим (I)  | Маркос Багдатіс Рареш Куздріорян                  | L   | 2–6, 2–6, 6–3, 6–4, 4–6 |
| Група II зони Європа/Африка 2014 | R1    | 1 лютого 2014 | Тихомир Грозданов | Тверде (I) | Яркко Ніємінен Генрі Контінен                     | L   | 3–6, 2–6, 6–3, 2–6      |
| Група II зони Європа/Африка 2014 | RPO   | 5 квітня 2014 | Григор Димитров   | Ґрунт      | Александрос Якуповіч Каловелоніс Марк Георгійович | W   | 7–6(7–4), 6–2, 6–4      |
| Група II зони Європа/Африка 2015 | R2    | 28 липня 2015 | Григор Димитров   | Ґрунт      | Жиль Кремер Майк Шайдвайлер                       | W   | 6–3, 6–4, 6–4           |

- RPO = Плей-оф на вибування
- PPO = Плей-оф на вихід далі